# Kim Kuk-hyang (Gewichtheberin)

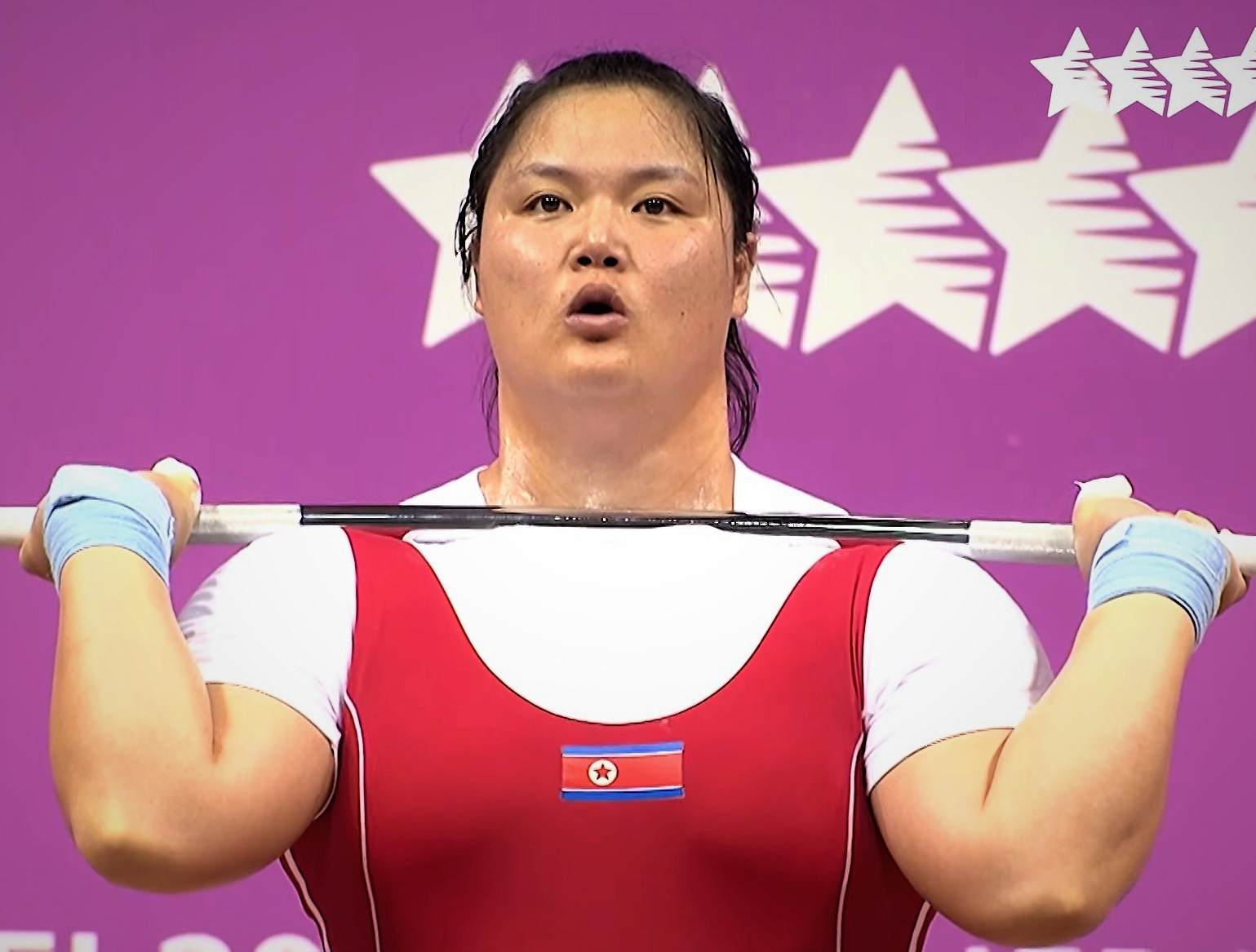
Kim Kuk-hyang, 2017

Kim Kuk-hyang (* 20. April 1993) ist eine nordkoreanische Gewichtheberin.

## Karriere
Kuk-hyang war 2009 Jugend-Weltmeisterin und 2010 Jugend-Asienmeisterin. 2010 nahm sie auch an den ersten Olympischen Jugend-Spielen in Singapur teil und gewann in der Klasse über 63 kg die Bronzemedaille. Bei den Junioren-Asienmeisterschaften 2012 wurde sie allerdings bei der Dopingkontrolle positiv auf Methyltestosteron und Methandriol getestet und für zwei Jahre gesperrt. Nach ihrer Sperre gewann sie bei den Asienmeisterschaften 2015 die Silbermedaille in der Klasse über 75 kg. Bei den Weltmeisterschaften 2015 gewann sie Bronze. Bei den Olympischen Sommerspielen 2016 in der Klasse über 75 kg gewann Kim Kuk-hyang die Silbermedaille. Mit 306 kg im Zweikampf lag sie ein Kilogramm hinter der chinesischen Goldmedaillengewinnerin Meng Suping.